# Хугаев, Хох Алексеевич
Хох Алексеевич Хугаев (20 июня 1998, с. Ахсарджин, Дзауский район, Южная Осетия) — российский борец вольного стиля. Мастер спорта России. Призёр чемпионата России.

## Спортивная карьера
28 марта 2014 года во Владикавказе, уступив в финале Руслану Альдиеву из Дагестана, стал серебряным призёром первенства России среди кадетов. 6 мая 2014 года в болгарском городе Самоков стал бронзовым призёром Первенства Европы среди кадетов. 31 мая 2015 года в Якутске вновь дошёл до финала первенства России среди кадетов, в котором уступил Давид-Сослану Лавоеву из Северной Осетии, второй год подряд став вторым. 4 августа 2015 года в сербском городе Суботица, одолев в финале Сейара Наиля из Турции со счётом 9:0, стал победителем Первенства Европы среди кадетов. 21 марта 2016 года в дагестанском городе Избербаш занял 5 место на Первенстве СКФО среди юниоров. В середине ноября 2016 года в Воронеже, проиграв в финале Феликсу Дулаеву из Северной Осетии, стал вторым на Первенстве России среди юниоров. 15 декабря 2016 года ему было присвоено звание мастер порта России. В середине апреля 2018 года в Смоленске, поборов в финале Рукмана Ахметханова из Москвы, одержал победу на Первенстве России среди юниоров. В начале июля 2018 года в Стамбуле стал вторым призёром «Турнира чемпионов» среди юниоров. 23 сентября 2018 года на Первенстве мира среди юниоров в словацкой Трнаве, в схватке за бронзовую медаль уступил Эрхану Яйладжи из Турции, заняв 5 место. 8 декабря 2018 года во Владикавказе неудачно выступил на Международном турнире «Аланы», где на стадии 1/8 финала проиграл Муслиму Магомедову со счётом 2:5. 2 мая 2019 года принимал участие на Международном турнире памяти Али Алиева в Каспийске, где в квалификации уступил Шарифу Шарифову из Азербайджана, так как его соперник дошёл до финала он принимал участие в утешительных схватках, однако остался без медали. 28 сентября 2019 года во Владикавказе на открытом всероссийском турнире памяти Юрия Гусова среди борцов до 23 лет, победив в схватке за 3 место Тажудина Мухтарова из Дагестана, завоевал бронзовую медаль. В середине октября 2019 года в Грозном стал бронзовым призёром Международного турнира памяти Ахмата Кадырова. 4 декабря 2020 года в финале Первенства России среди борцов до 23 лет в Смоленске потерпел поражение от Магомедхана Магомедова со счётом 5:10, получив серебряную медаль. 14 марта 2021 года в Улан-Удэ на чемпионате России, победив на туше Георгия Гогаева из Северной Осетии, завоевал бронзовую награду. 2 октября 2021 года в Наро-Фоминске на Первенстве России среди борцов до 23 лет, взяв верх в схватке за 3 место над Михаилом Жмыховом из Санкт-Петербурга, завоевал бронзовую медаль. 29 января 2022 года неудачно выступил на Гран-При Иван Ярыгин в Красноярске. 19 мая 2022 года принимал участие в турнире «Иван Поддубный» в Москве. В конце августа 2022 года участвовал в Всероссийской спартакиаде.

## Спортивные результаты
- Первенство России по борьбе среди кадетов 2014 — ;
- Первенство Европы по борьбе среди кадетов 2014 — ;
- Первенство России по борьбе среди кадетов 2015 — ;
- Первенство Европы по борьбе среди кадетов 2015 — ;
- Первенстве России по борьбе среди юниоров 2016 — ;
- Первенстве России по борьбе среди юниоров 2018 — ;
- Первенстве России по борьбе среди молодёжи U23 2020 — ;
- Чемпионат России по вольной борьбе 2021 — ;